# یانا کیرشنر
یانا کیرشنر (انگلیسی: Jana Kirschner؛ زادهٔ ۲۹ دسامبر ۱۹۷۸) خوانندهٔ مؤلف اهل کشور اسلواکی است. وی از سال ۱۹۹۶ میلادی تاکنون مشغول فعالیت بوده‌است.